# Зоран Ћосић (биатлонац)
Зоран Ћосић (Пале, 3. децембар 1963) бивши је југословенски биатлонац и босанскохерцеговачки  биатлонски тренер. Био је члан скијашког клуба Романија са Пала.

## Биографија
Са биатлонцима Марјаном Видмаром Јуретом Велепецом Томиславом Лопатићем, Андрејом Ланишеком и Фрањом Јаковцем представљао је Југославију на Зимским олимпијским играма 1984. године у Сарајеву. Такмичио се у штафетној трци и са Андрејом Ланишеком, Јуретом Велепецом и Фрањом Јаковцем  и  заузео 17. место.
На другом учешћу на Зимским олимпијским играма 1992. у Албервиллу, наступао је у све три дисциплина: појединачна трка на 20 км, у трци спринт на 10 км и штафетној трци. Након повлачења из репрезентације, постао је биатлонски тренер, па између осталих тренира и сина, босанскохерцеговачког биатлонца Миру Ћосића.

## Резултати са великих такмичења
| Резултати на Зимским олимпијским играма. | Резултати на Зимским олимпијским играма. | Резултати на Зимским олимпијским играма. | Резултати на Зимским олимпијским играма. | Резултати на Зимским олимпијским играма. | Резултати на Зимским олимпијским играма. | Резултати на Зимским олимпијским играма. |
| Година                                   | Појединачно                              | Спринт                                   | Потера                                   | Масовни старт                            | Штафета                                  | Меш. штафета                             |
| ---------------------------------------- | ---------------------------------------- | ---------------------------------------- | ---------------------------------------- | ---------------------------------------- | ---------------------------------------- | ---------------------------------------- |
| 1984. Сарајево                           | -                                        | -                                        |                                          |                                          | 17                                       |                                          |
| 1992. Албервил                           | 81                                       | 86                                       |                                          |                                          | 19                                       |                                          |
| Резултати на светским првенствима        |                                          |                                          |                                          |                                          |                                          |                                          |